# Kalle Stropp, Grodan Boll och deras vänner
Pour plus de détails, voir Fiche technique et Distribution.
Kalle Stropp, Grodan Boll och deras vänner (litt. « Kalle Stropp, Grodan Boll et leurs amis ») est un long métrage d'animation suédois réalisé par Hasse Funck et sorti en 1956.
Ce film de fantasy animalière est adapté des personnages créés par l'auteur suédois Thomas Funck : la sauterelle Charlie (Kalle Stropp) et la grenouille Froggy (Grodan Boll).

## Fiche technique
- Titre original : Kalle Stropp, Grodan Boll och deras vänner
- Réalisation : Hasse Funck
- Scénario : Thomas Funck
- Direction artistique : Bertil Duroj, Arne Åkermark
- Costumes : Aldis Stevenson
- Photographie : Per Stenbeck
- Montage : Wic Kjellin
- Musique : Thomas Funck
- Sociétés de production : Europa Film
- Sociétés de distribution : Europa Films
- Pays : Suède
- Langue : suédois
- Format : couleur - son mono
- Durée : 96 minutes
- Date de sortie :  Suède : 26 décembre 1956

## Distribution
- Erik Sjögren : Kalle Stropp
- Thor Zackrisson : Grodan Boll
- Sten Ardenstam : Plåt-Niklas
- Thore Segelström : Räven
- Tyyne Talvo Cramér : Papegojan
- John Starck : bagaren
- Ewert Ellman : Sot, sotis
- Stig Grybe : Tos, sotis
- Elsie Ståhlberg : Hönan och Gumman Kom ihåg
- Rutger Nygren : Gubben Glömsk
- Sten Mattsson : Kapten
- Thomas Funck : Sig själv och alla rösterna